# Saint-Ouen-la-Thène
Saint-Ouen – miejscowość i gmina we Francji, w regionie Nowa Akwitania, w departamencie Charente-Maritime.
Według danych na rok 1990 gminę zamieszkiwało 147 osób, a gęstość zaludnienia wynosiła 21 osób/km² (wśród 1467 gmin regionu Poitou-Charentes Saint-Ouen plasuje się na 846. miejscu pod względem liczby ludności, natomiast pod względem powierzchni na miejscu 992.).